# 香港本土語言
香港本土語言可包含以下的語言：
屬粵語：
- 圍頭話，又名本地話，屬粵語莞寶片的寶安話，與廣州話有一定差異。香港新界圍頭原居民的母語，屬香港本土語言之一。
- 蜑家話，又名水上話，屬粵語粵海片，與廣州話相通，只是口音上的差異。香港蜑家原居民的母語，屬香港本土語言之一。

屬客語：
- 客家話，屬客家語的粵台新惠小片，與惠州及深圳的客家話相通。香港新界客家原居民的主要母語，屬香港本土語言之一。
- 平婆話，屬客家語的另一分支語，與新惠小片的客家話有較大差異。使用平婆話之客家原居民主要住在香港新界元朗區水蕉村一帶。

屬閩南語：
- 福佬話，又名鶴佬話，屬閩南語泉漳片，與海陸豐話相通。香港鶴佬原居民的母語，屬香港本土語言之一。

尚未分所屬語言：
- 汀角話及東平洲話，前者是香港新界大埔區汀角之原居民的母語；後者是香港新界東平洲之原居民的母語。兩種語言同屬大鵬話，惟暫未被歸類為粵語或客家語其中一種。